# Format executable i enllaçable
En informàtica, el format executable i enllaçable (ELF, abans anomenat Extensible Linking Format), és un format de fitxer estàndard comú per a fitxers executables, codi objecte, biblioteques compartides i abocadors de nucli. Publicat per primera vegada a l'especificació per a la interfície binària de l'aplicació (ABI) de la versió del sistema operatiu Unix anomenada System V Release 4 (SVR4), i més tard a Tool Interface Standard, va ser ràpidament acceptat entre diferents proveïdors de Sistemes Unix. El 1999, va ser escollit com a format de fitxer binari estàndard per a sistemes Unix i similars a Unix en processadors x86 pel projecte 86open.

Un fitxer ELF té dues vistes: la capçalera del programa mostra els segments utilitzats en temps d'execució, mentre que la capçalera de la secció enumera el conjunt de seccions.

Per disseny, el format ELF és flexible, extensible i multiplataforma. Per exemple, admet diferents endians i mides d'adreces, de manera que no exclou cap unitat de processament central (CPU) o arquitectura de conjunt d'instruccions en particular. Això ha permès que sigui adoptat per molts sistemes operatius diferents en moltes plataformes de maquinari diferents.

## Disposició del fitxer
Cada fitxer ELF està format per una capçalera ELF, seguida de les dades del fitxer. Les dades poden incloure:
- Taula de capçalera del programa, que descriu zero o més segments de memòria.
- Taula de capçalera de secció, que descriu zero o més seccions.
- Dades a les quals fan referència les entrades de la taula de capçalera del programa o de la taula de capçalera de la secció.

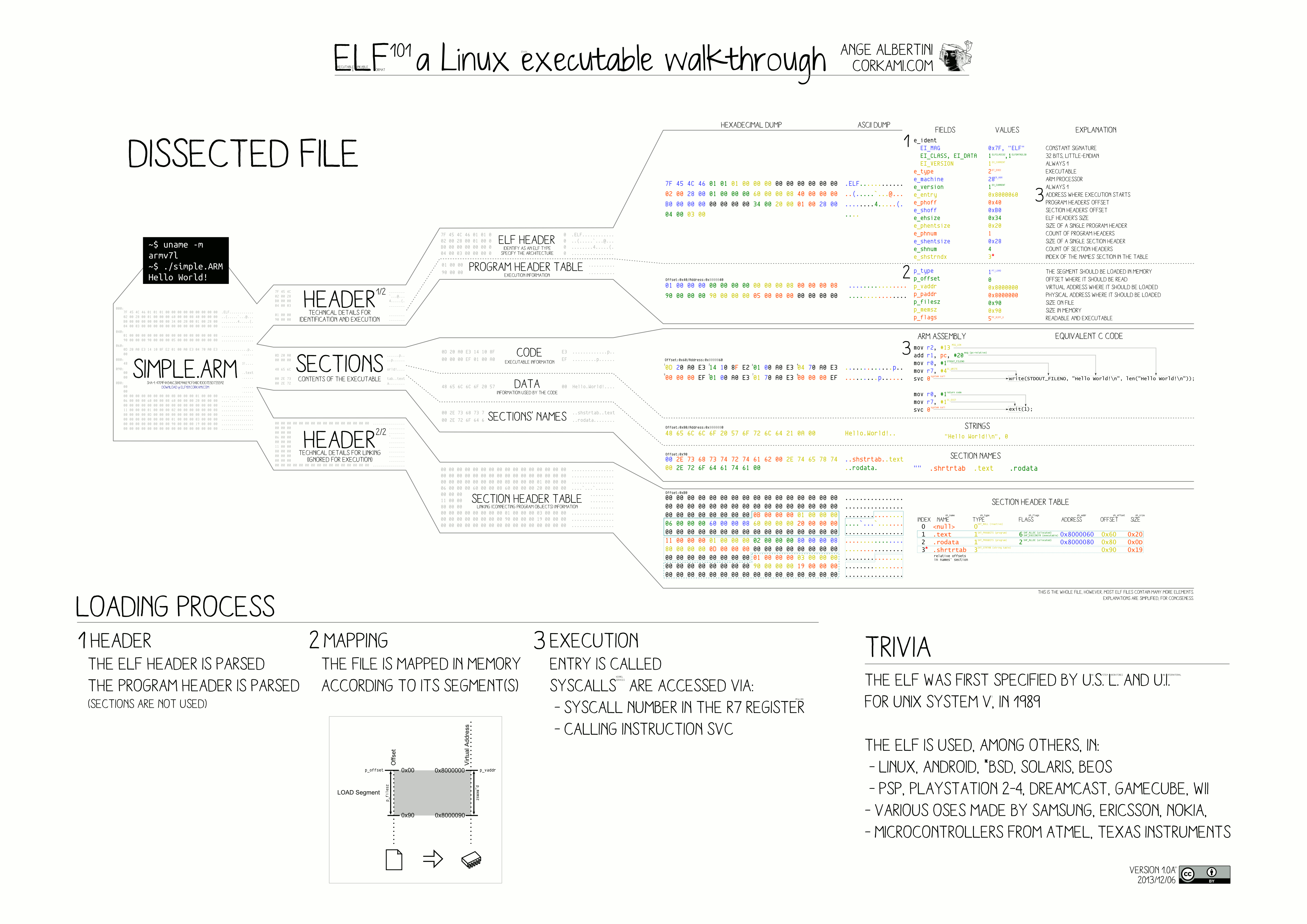
Estructura d'un fitxer ELF amb les entrades clau destacades

Els segments contenen informació necessària per a l'execució del fitxer en temps d'execució, mentre que les seccions contenen dades importants per a l'enllaç i la reubicació. Qualsevol byte de tot el fitxer pot ser propietat d'una secció com a màxim, i es poden produir bytes orfes que no són propietat de cap secció.